# Trung bình điều hòa
Trung bình điều hòa (trong toán học) hay Số bình quân điều hòa (trong thống kê), là một trong ba trung bình Pythagoras, hai trung bình kia là trung bình nhân và trung bình cộng.

## Định nghĩa
Trung bình điều hòa của n số thực khác không x1, x2,..., xn là:
{\displaystyle H={\frac {n}{{\frac {1}{x_{1}}}+{\frac {1}{x_{2}}}+...+{\frac {1}{x_{n}}}}}}
Trung bình điều hòa chính là một dạng trung bình cộng có hệ số, trong đó các hệ số là {\displaystyle \alpha _{1}=1/x_{1}}, {\displaystyle \alpha _{2}=1/x_{2}},... và do đó trung bình cộng có hệ số này là:
{\displaystyle {\frac {{\frac {1}{x_{1}}}x_{1}+{\frac {1}{x_{2}}}x_{2}+...+{\frac {1}{x_{n}}}x_{n}}{{\frac {1}{x_{1}}}+{\frac {1}{x_{2}}}+...+{\frac {1}{x_{n}}}}}={\frac {1+1+...+1}{{\frac {1}{x_{1}}}+{\frac {1}{x_{2}}}+...+{\frac {1}{x_{n}}}}}=H}